# Turcul mecanic

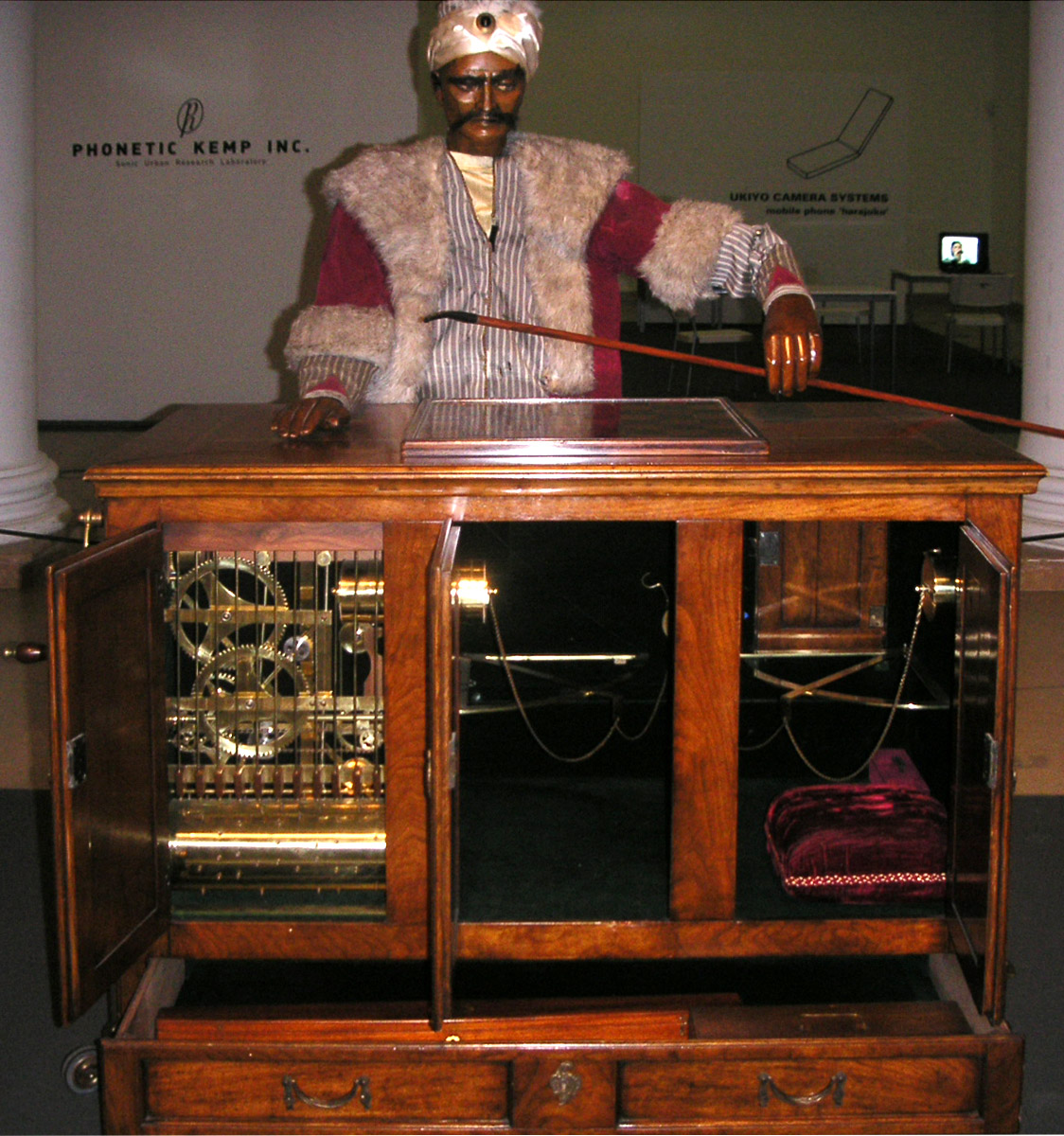
Reconstituire

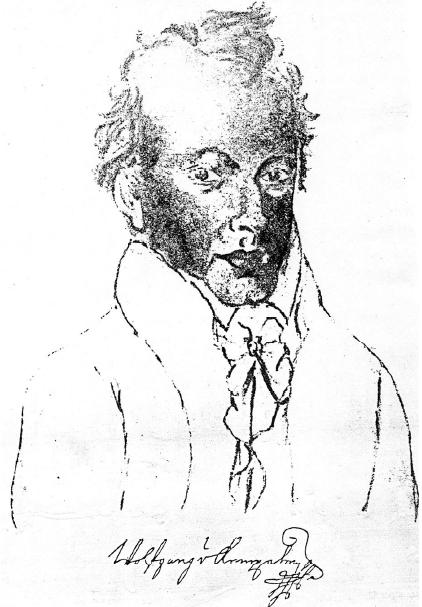
Kempelen Farkas

Turcul mecanic, pe scurt Turcul (în maghiară A Török, în germană Schachtürke, „Turcul de Șah”), a fost un pseudoautomat de șah creat de Wolfgang von Kempelen în 1769 la Timișoara. A fost realizat pentru a o impresiona pe împărăteasa Maria Terezia. La 20 de ani după moartea sa s-a descoperit că  automatul de șah era un fals.

## Legături externe
- en Turcul mecanic at ChessGames.com